# Filles de Sing

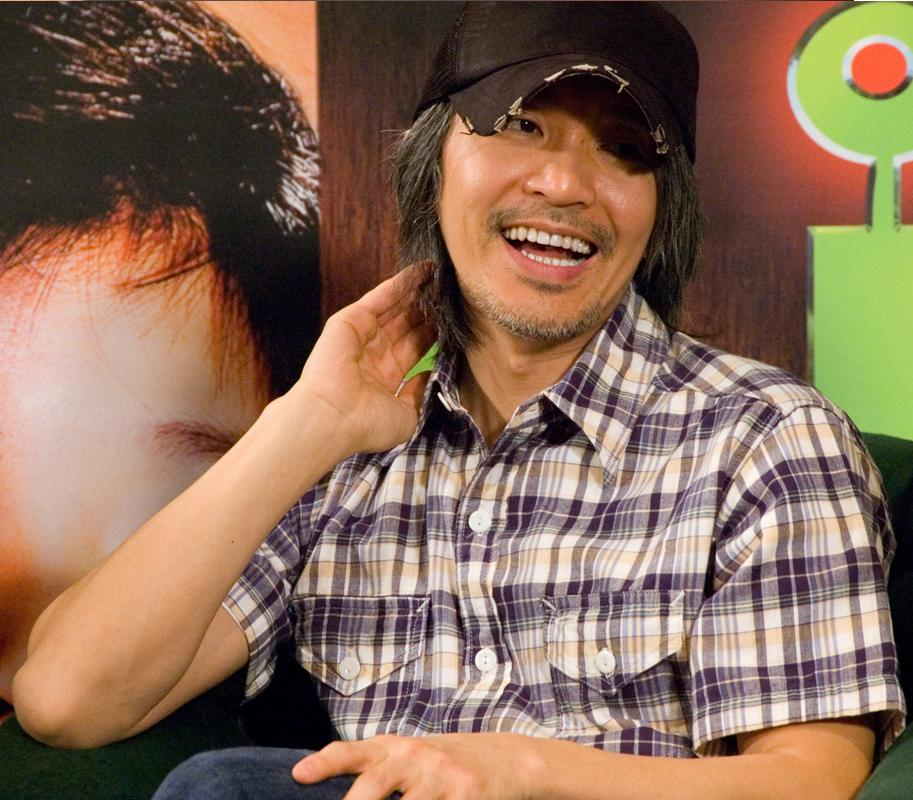
Les actrices qui ont joué aux côtés de Stephen Chow (Chow Sing-Chi) sont souvent appelées des « filles de Sing ».

Le terme de « filles de Sing » (星女郎, xīng nǚ láng) est le surnom donné aux actrices ayant joué aux côtés de Stephen Chow (d'après son vrai nom Chow Sing-Chi), souvent dans le rôle d'une fille intéressant le personnage principal. La plupart sont des actrices jeunes et nouvelles qui gagnent grâce à cela une attention considérable des médias, et leur succès par la suite est souvent attribué à cela. L'actrice Zhang Yuqi, par exemple, était surnommée la « protégée de Chow » après être apparue dans le film CJ7 de 2007. Le mot chinois xīng (星) fait référence à la fois au surnom de Chow Sing Yeh (星爷, « Grand maître Sing ») et au mot désignant une célébrité 明星.
Chow ne choisit pas toujours des actrices inconnues pour jouer avec lui. Par exemple, Vicki Zhao connaissait déjà le succès dans la chanson et le cinéma quand elle est apparue dans Shaolin Soccer, et Gong Li était déjà connue comme une « filles de Yimou » (谋女郎) pour ses collaborations avec le réalisateur Zhang Yimou avant d'apparaître dans deux films de Stephen Chow au début des années 1990. À plusieurs reprises, cependant, le fait de jouer aux côtés de Stephen Chow fut pour l'actrice un tremplin pour une carrière, comme pour Cecilia Cheung avec King of Comedy. Eva Huang (en) et Kitty Zhang ont reçu une attention considérable des médias et des internautes après leur apparition dans respectivement Crazy Kung-Fu et CJ7, même si leurs rôles sont relativement réduits (Huang n'a même aucun dialogue).
Kingdom Yuen (en) apparaît dans de nombreux films de Stephen Chow des années 1990 mais pas dans des rôles principaux ou d'amoureuse, mais plutôt dans de petits rôles comiques.
La plus jeune des « filles de Sing » est Zhang Yuwen, âgée de 7 ans lorsqu'elle apparaît dans Journey to the West: Conquering the Demons.

## Liste

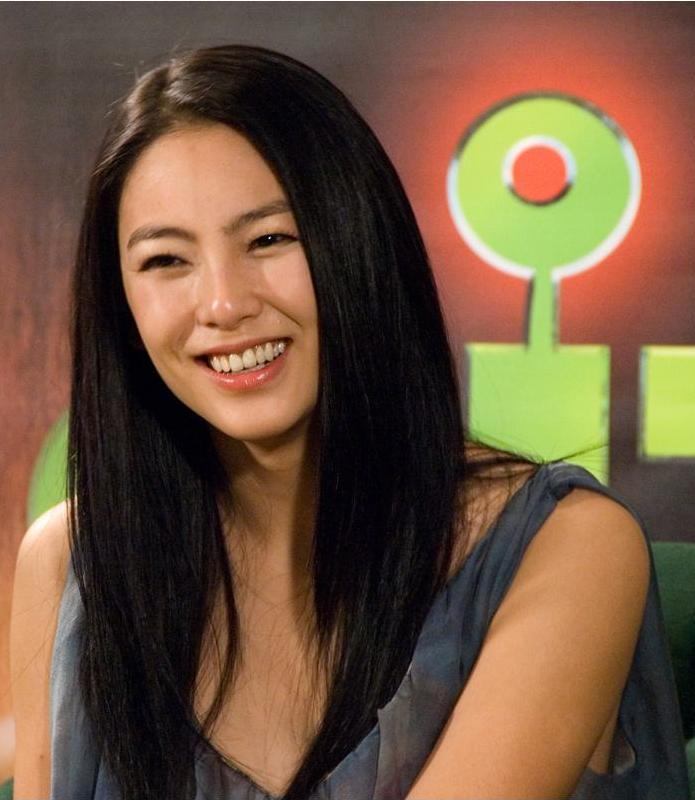
Zhang Yuqi est devenu célèbre en apparaissant dans CJ7 avec Chow.

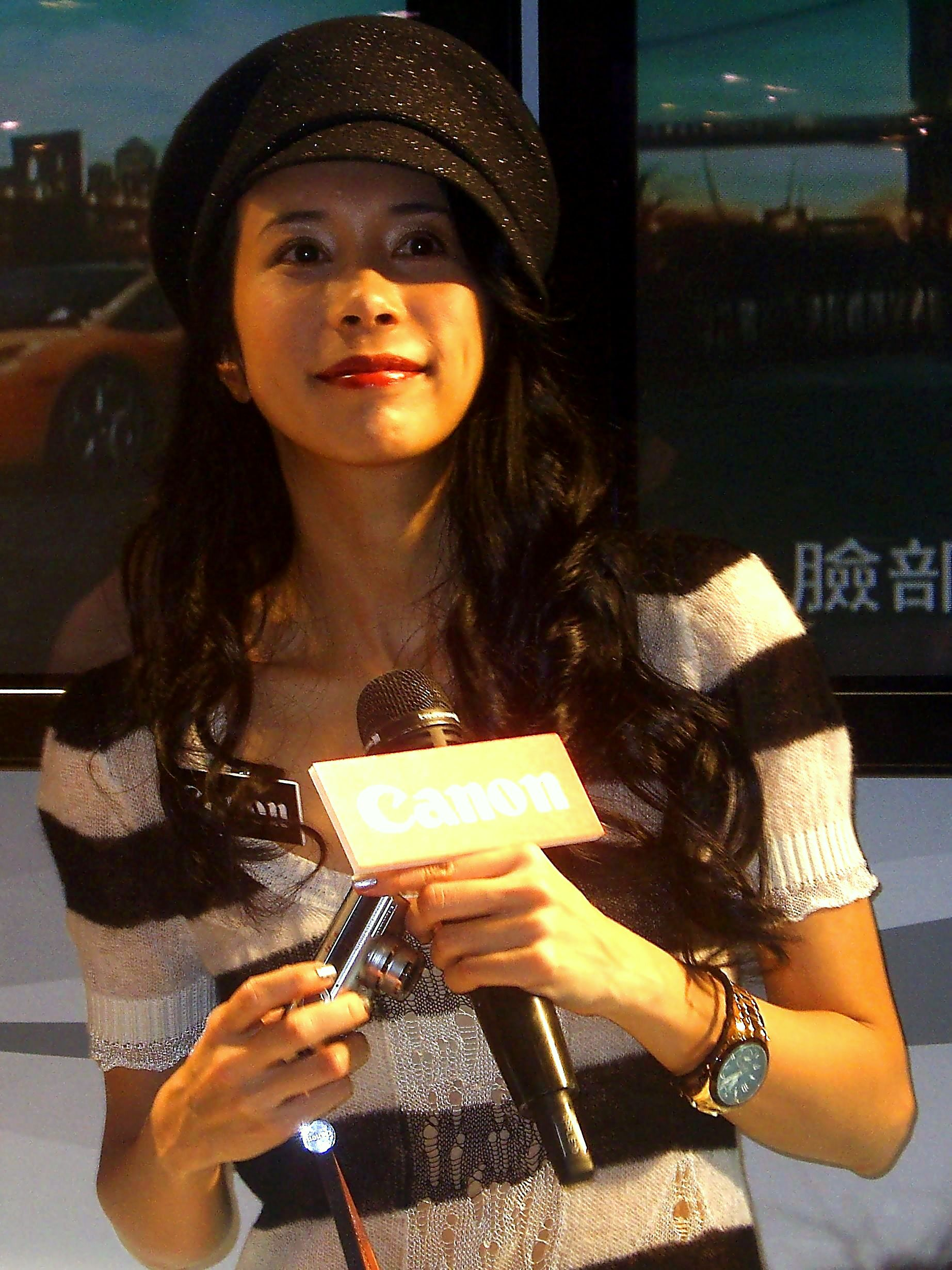
Karen Mok est apparue dans cinq films de Stephen Chow.

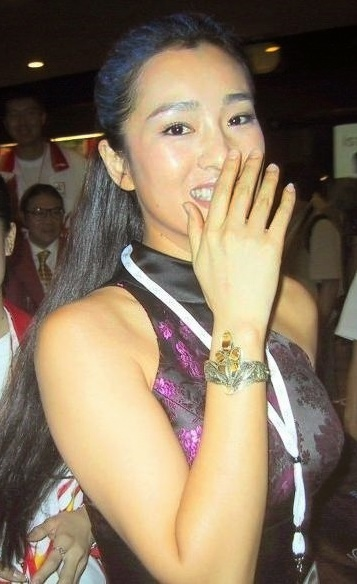
Surtout connue pour ses collaborations avec Zhang Yimou, Gong Li a aussi joué dans deux films avec Chow.

| Nom | Première apparition avec Chow dans            | Autres films avec Chow |
| --- | --------------------------------------------- | --- |
| Sharla Cheung | Faithfully Yours (1988)                       | All for the Winner (1990), Les Dieux du jeu 2 (1991), Les Dieux du jeu 3 : Retour à Shanghai (1991)**, Fist of Fury 1991 (1991), Fist of Fury 1991 2 (1991), Fight Back to School (1991), Fight Back to School 2 (1992), Royal Tramp (1992), Royal Tramp 2 (1992), Fight Back to School 3 (1993), King of Beggars (1992), Hail the Judge (1994) |
| Nina Li Chi | Dragon Fight (1989)                           | |
| Vivian Chow | The Unmatchable Match (1989)                  | |
| Sandra Ng | Thunder Cops 2 (1989)                         | Love Is Love (1990), All for the Winner (1990), When Fortune Smiles (1990), Magnificent Scoundrels (1991), Les Dieux du jeu 3 : Retour à Shanghai (1991), All's Well, Ends Well (1992), Royal Tramp (1992), The Lucky Guy** (1998) |
| Sibelle Hu | Sleazy Dizzy (1990)                           | |
| Vivian Chan | Look Out, Officer! (1990)                     | Royal Tramp (1992), Royal Tramp 2 (1992) |
| Ann Bridgewater | My Hero (1990)                                | |
| Teresa Mo | Legend of the Dragon (1990)                   | The Magnificent Scoundrels (1991), All's Well, Ends Well (1992) |
| Monica Chan | Les Dieux du jeu 2 (1990)                     | |
| Kingdom Yuen | Fight Back to School (1991)                   | Un couple explosif (1992), King of Beggars (1992), Flirting Scholar (1993), Le Moine fou (1993), Forbidden City Cop (1996), The God of Cookery (1996), The Tricky Master (1999) |
| Gong Li | Les Dieux du jeu 3 : Retour à Shanghai (1991) | Flirting Scholar (1993) |
| Chingmy Yau | Tricky Brains (1991)                          | Royal Tramp (1992), Royal Tramp 2 (1992), Lawyer Lawyer (1997) |
| Rosamund Kwan | Tricky Brains (1991)                          | |
| Athena Chu | Fight Back to School 2* (1992)                | Le Roi singe (1995) |
| Anita Mui | Un couple explosif (1992)                     | Top Bet (1991), Fight Back to School 3 (1993) |
| Brigitte Lin | Royal Tramp (1992)                            | Royal Tramp 2 (1992) |
| Michelle Reis | Royal Tramp 2 (1992)                          | |
| Maggie Cheung | All's Well, Ends Well (1992)                  | Le Moine fou (1993) |
| Kathy Chow | Fight Back to School 3 (1993)                 | |
| Christy Chung | Love on Delivery (1994)                       | Hail the Judge (1994), The God of Cookery (1996), All's Well, Ends Well 1997 (1997)** |
| Ada Choi | Hail the Judge (1994)                         | Le Roi singe (1994) |
| Karen Mok | Le Roi singe (1994)                           | Out of the Dark (1995), The God of Cookery (1996), Lawyer Lawyer (1997), King of Comedy (1999), Shaolin Soccer** (2001) |
| Anita Yuen | Bons baisers de Pékin (1994)                  | |
| Gigi Leung | Sixty Million Dollar Man (1995)               | |
| Carina Lau | Forbidden City Cop (1996)                     | |
| Carman Lee | Forbidden City Cop (1996)                     | |
| Shu Qi | The Lucky Guy (1998)                          | |
| Cecilia Cheung | King of Comedy* (1999)                        | Shaolin Soccer** (2001) |
| Vicki Zhao | Shaolin Soccer (2001)                         | |
| Eva Huang, | Crazy Kung-Fu* (2004)                         | |
| Zhang Yuqi | CJ7* (2007)                                   | Shaolin Girl (2008)***, The Mermaid (2016) |
| Xu Jiao | CJ7* (2007)                                   | |
| Lin Yun | The Mermaid*** (2016)                         | Journey to the West: The Demons Strike Back (2017)*** |
| E Jingwen | The New King of Comedy*** (2019)              | |
| *Premier film **Petite apparition uniquement ***Film produit ou réalisé par Chow, mais sans apparition de celui-ci |                                               | |